# René Bichelot
René Bichelot, né le 9 janvier 1922 et mort le 27 mai 2004 à Bandol, est un militaire français qui fut, pendant la Seconde Guerre mondiale, un agent secret français du Special Operations Executive.

## Identités
- État civil : René Francois Marie Bichelot
- Comme agent du SOE, section F :
  - Nom de guerre (field name) : « Alvar » (dans le réseau SCHOLAR)
  - Nom de code opérationnel : BAGPIPER (en français JOUEUR DE CORNEMUSE)
  - Autres pseudos : Raymond Bachelier, Bertrand.

Parcours militaire :
- SOE, section F ; grade : captain.
- Armée française : colonel

## Éléments biographiques
René Bichelot  naît le 9 janvier 1922. Élève au Prytanée militaire de La Flèche, alors replié à Valence, il s’en évade le 17 novembre 1940 pour tenter de rejoindre l’Angleterre. Mais les circonstances font qu’il s’arrête en Bretagne d’où il est originaire, s’inscrit à l’école dentaire de Rennes où il reçoit l'ordre de se présenter au Bureau des travailleurs à envoyer en Allemagne, aussi il part aussitôt se cacher à 6 km de Martigné-Ferchaud, ayant obtenu une fausse carte d'identité au nom de René Bertrand. Là, avec André Hubart (véritable nom André Hunter-Hue), il fait la connaissance de François Vallée, qui les recrute pour aider à la réception d'un parachutage. Celui-ci a lieu le 24, et amène : Georges Clément « Edmond », qui vient comme opérateur radio du réseau ; lieutenant Henri Hubert Gaillot « Ignace », qui vient comme assistant de Vallée. Dès lors il participe à la mise en place et aux premiers développements de ce qui, à l’arrivée de François Vallée « Oscar », devient le réseau PARSON.
Recherché par la Gestapo, il réussit à passer à Londres par voie maritime (réseau VAR). Il y arrive le 2 décembre 1943 et devient Raymond Bachelier. Il est envoyé à l’entraînement et est parachuté dans le Jura le 7 mai 1944 pour assister Gonzague de Saint-Geniès, chef du réseau SCHOLAR. De retour à Londres en fin de mission, il se fait affecter à la Force 136, part pour l’Inde et est parachuté, en juin 1945, dans la jungle du Laos et de la Birmanie où il « tient » pendant près d’un an. Il rejoint ensuite les forces françaises et prend successivement le commandement du 1er Bataillon parachutiste de choc, puis des nageurs de combat. Sa carrière se poursuit en Afrique, où il sert pendant 29 ans.
Il meurt le 27 mai 2004 à Bandol, où il réside.

## Reconnaissance
René Bichelot a reçu les distinctions suivantes :
- Royaume-Uni : Military Cross,
- France : commandeur de la Légion d'honneur, Croix de guerre 1939-1945, Croix de guerre des TOE, Croix de la Valeur militaire, Médaille de la Résistance